# Megadasys pacificus
Megadasys pacificus är en djurart som tillhör fylumet bukhårsdjur, och som beskrevs av Schmidt 1974. Megadasys pacificus ingår i släktet Megadasys och familjen Lepidodasyidae. Inga underarter finns listade i Catalogue of Life.